# Cryptonevra glabra
Cryptonevra glabra är en tvåvingeart som först beskrevs av Oswald Duda 1933.  Cryptonevra glabra ingår i släktet Cryptonevra och familjen fritflugor. Inga underarter finns listade i Catalogue of Life.